# UClibc
uClibc — стандартная библиотека языка программирования C, предназначенная для встраиваемых систем на базе Linux. uClibc была разработана для поддержки uClinux (специальная редакция ядра Linux, способная работать без блока управления памятью [MMU]) и таким образом подходящая для микроконтроллеров). Буква u в названии есть адаптация греческой буквы µ, означающей «микро».
Координатор проекта — Erik Andersen, другим активным участником является Manuel Novoa III.
uClibc — свободное программное обеспечение, распространяемое под GNU LGPL.
С 2014 года развитие библиотеки продолжается в форке uClibc-ng.

## Возможности
uClibc может запускаться как на системах с MMU так и без него. Библиотека поддерживает процессоры i386, x86-64, ARM (big/little endian), AVR32, Blackfin, H8300, m68k, MIPS (big/little endian), PowerPC, SuperH (big/little endian), SPARC и V850.
Среди реализаций libc, uclibc-ng поддерживает наибольшее количество процессорных платформ. Например, ведется работа по добавлению китайской c-sky и nds32.

## uClibc-ng
В 2014 году разработчики OpenWRT объявили о создании форка библиотеки, назвав его uClibc-ng. Они решили запустить форк после того, как на протяжении более чем двух лет не могли связаться с мейнтейнером.. По состоянию на 2017 год этот форк продолжает выпускать релизы, используется в Buildroot, OpenADK, OpenWrt/Lede для архитектуры ARC, в системах NDS32, Xtensa, Blackfin. Ранее использовавший uclibc мини-дистрибутив Alpine Linux и OpenWrt/Lede переключились на musl; OpenEmbedded вместо uclibc позволяет использовать glibc или musl.
Между версиями нарушалась двоичная совместимость. Начиная с 1.0.18 версии все библиотеки были объединены в одну по аналогии с musl.

## Недостатки
Библиотека не реализует некоторых разделов стандартных UNIX libc, в частности функциональность libnsl и NSS. Также не поддерживает версионирование символов